# 미스 베이커

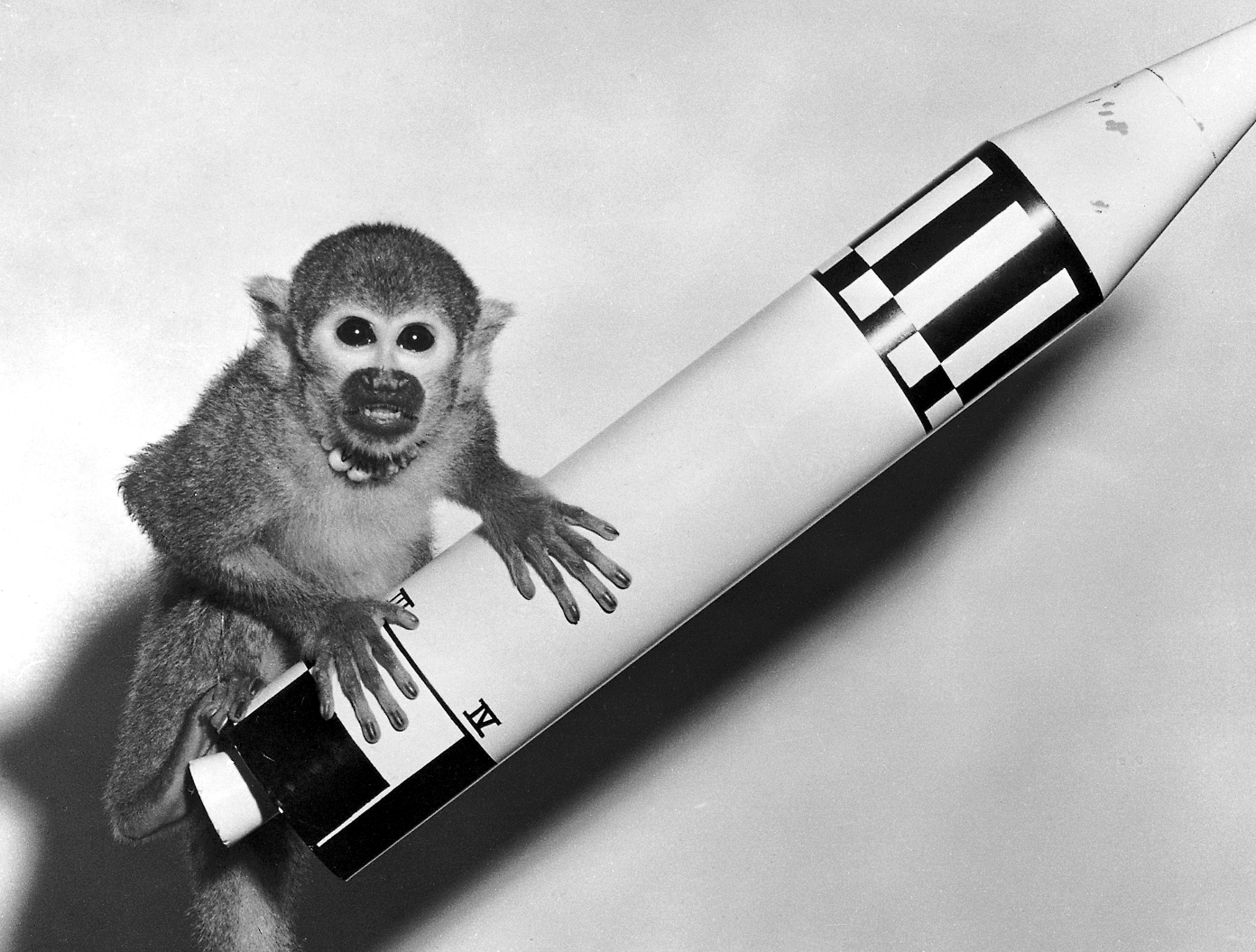
원숭이 베이커

미스 베이커는 1959년 5월 29일, NASA 주피터 IRBM AM-18로켓에 실려 우주로 발사된 원숭이다. 다른 원숭이 에이블(Miss Able)과 같이 우주로 발사되었다. 우주 공간을 체험한 최초의 지구 동물인 초파리나, 원숭이인 앨버트 2세, 개인 '라이카'는 살아 돌아오지 못했지만, 베이커와 에이블은 생명을 유지한채 지구로 귀환하였다. 따라서 역사상 우주 여행을 하고도 살아남은 최초의 영장류로 기록되고 있다. 에이블은 우주비행 종료후 3일 후에 죽었고, 베이커는 1984년까지 살았다.